# 黒川竹春
黒川 竹春（くろかわ たけはる、1975年 - ）は、日本の演出家。東京都出身。

## 略歴
日本映画学校（現・日本映画大学）卒業後、第三舞台・鴻上尚史の演出助手として業界入り。ケラリーノ・サンドロヴィッチ、松尾スズキ、三池崇史ら演出家の助手を務める。1999年自身が主宰・演出する劇団「Attic Theater」を旗揚げ。10年間で14公演を行う他、外部演出や講師としても活動する。

## 舞台演出作品
- 2003年「Drama Reading ＆ Act!」おとつれせん　物部俊之　作
- 2005年「魔女の猫探し」1019　別役実　作
- 2005年「泥」ベビサンダー 白坂英晃　作
- 2005年「しにへほら」リバーパラドックス　高橋哲郎　作
- 2005年「ピンポンダッシュ」これっきりプロデュース　塩田泰造　作
- 2007年「サミュエル」鴻上演劇研究所　松本邦雄　作
- 2007年「あの日、雨は降っていた」（2007年10月30日 - 11月4日、劇場MOMO）
- 2008年舞台版「心霊探偵 八雲 いつわりの樹」（2008年3月6日 - 3月13日、青山円形劇場）シン×クロ　神永学　作
- 2009年舞台版「心霊探偵 八雲 魂のささやき」（2009年6月19日 - 6月28日、紀伊国屋サザンシアター）シン×クロ　神永学　作
- 2010年舞台版「～密室のゲーム～ 確率捜査官 御子柴岳人」（2010年7月3日 - 7月11日、恵比寿エコー劇場）シン×クロ　神永学　作 　脚本・神永学 丸茂周

他、全14作品